# ستيفي لين
ستيفي لين (بالإنجليزية: Stevie Lynn)‏ هو مصارع محترف بريطاني، ولد في 1 أغسطس 1983 في تيسايد ‏ في المملكة المتحدة.

## روابط خارجية
- ستيفي لين على موقع CageMatch worker (الإنجليزية)